# فیلدز (اورگن)
فیلدز (به انگلیسی: Fields) یک منطقهٔ مسکونی در ایالات متحده آمریکا است که در اورگن واقع شده‌است. فیلدز ۱۲۰ نفر جمعیت دارد و ۱٬۲۹۱٫۱۵ متر بالاتر از سطح دریا واقع شده‌است.